# 阿夫蘭庫
6°33′N 2°40′E / 6.550°N 2.667°E

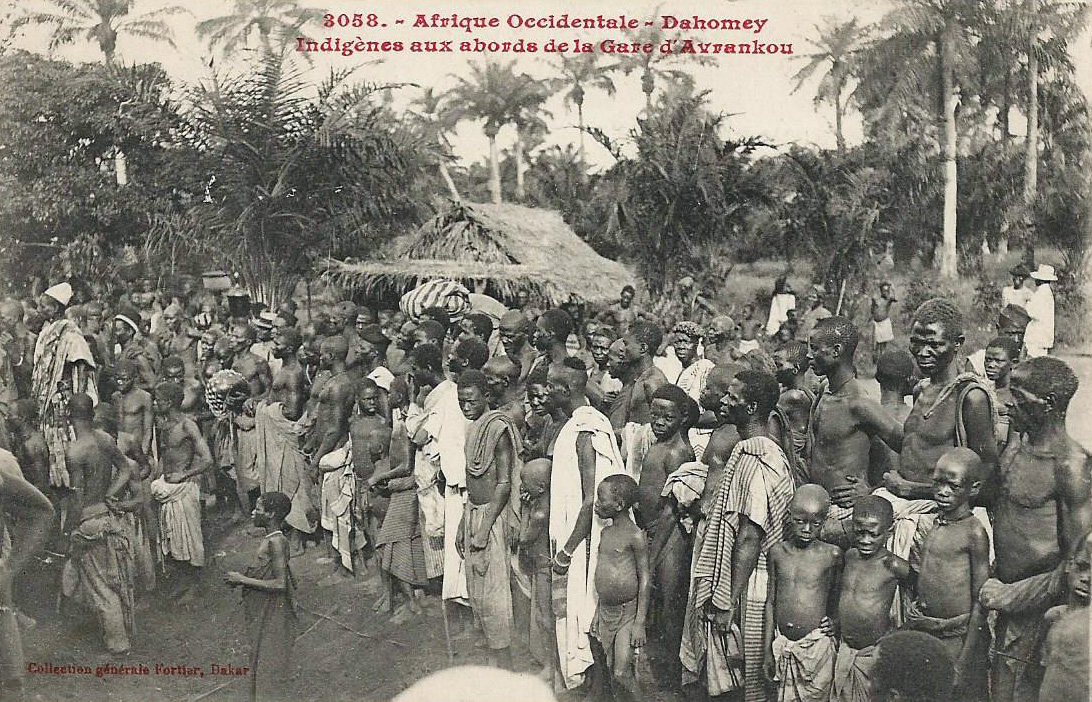
達荷美王國時期的阿夫蘭庫居民

阿夫蘭庫（法語：Avrankou）是貝寧的城鎮，位於該國東南部，由韋梅省負責管轄，面積78平方公里，海拔高度37米，2013年該城鎮人口128,050，人口密度每平方公里1,642人。